# Chrześcijański fundamentalizm
Chrześcijański fundamentalizm – konserwatywny kierunek w teologii protestanckiej, który powstał jako reakcja na pojawienie się teologii liberalnej. George M. Marsden – historyk Kościoła amerykańskiego i badacz ewangelikalizmu – określił go jako „walczący z modernizmem nurt protestantyzmu”. Chrześcijańskich fundamentalistów określa on jako protestantów, którzy na początku XX wieku „odważnie sprzeciwili się zarówno teologicznemu modernizmowi, jak i zmianom społecznym, do jakich prowadził”.
Chrześcijański fundamentalizm był pierwszą historyczną reakcją na post-oświeceniową teologię liberalną stworzoną przez Friedricha Schleiermachera. Pojawił się wśród brytyjskich i amerykańskich ewangelikalnych chrześcijan w odpowiedzi na modernistyczną i liberalną teologię przyjmowaną przez niektóre kościoły, a podważającą tak fundamentalne dla protestantów zasady wiary, jak bezbłędność Biblii, sola scriptura, dziewicze narodzenie Jezusa Chrystusa, Jego ekspiację zastępczą, cielesne zmartwychwstanie i rychłe powtórne przyjście. Stworzona przez Karla Bartha neoortodoksja była z kolei drugą liczącą się odpowiedzią na liberalizm teologiczny. O ile jednak fundamentalizm przyjął się głównie w nurtach protestantyzmu wywodzących się z tradycji anglo-amerykańskiej, neoortodoksja zadomowiła się głównie w historycznych kościołach europejskich. Oba nurty stanowią dwie silne gałęzie teologiczne współczesnego protestantyzmu.
W sprawach społecznych, chrześcijańscy fundamentaliści sprzeciwiają się aborcji i prawom osób LGBT, szczególną uwagę przywiązują do ochrony życia rodzinnego, edukacji, odpowiedzialności społecznej, przestrzegania i ochrony praw człowieka w tym prawa do własności, wolności słowa, myśli i wyznania, a także prawa do rzetelnego procesu sądowego. Wielu fundamentalistów, podobnie jak niemal wszyscy działacze reformacji w XVI wieku, utożsamia urząd papieski z biblijnym antychrystem.

## Etymologia

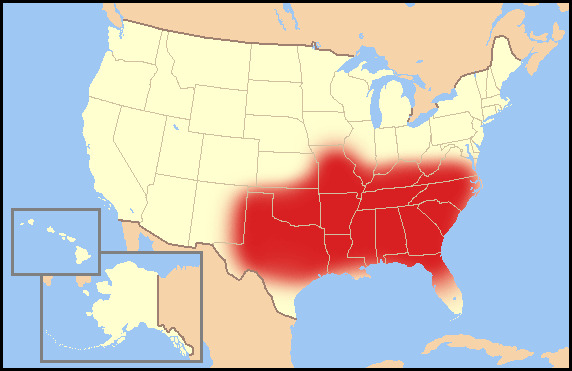
Pas Biblijny, obszar Stanów Zjednoczonych, w którym większość ludzi to fundamentalistyczni chrześcijanie

Termin „fundamentalizm” nie odnosi się do popularnego znaczenia tego słowa. Nazwa wywodzi się od serii publikacji, jakie wydał Instytut Biblijny w Los Angeles w celu obrony tego, co fundamentaliści uznali za historyczny, ortodoksyjny wykład wiary protestanckiej, obejmującej wiarę w Trójcę Świętą, werbalne natchnienie Biblii, realność dziewiczego narodzenia Chrystusa, historyczność jego cudów, zmartwychwstania i powtórnego przyjścia, czemu przeczyła teologia liberalna. Tytuł tej serii wydawnictw – „Fundamenty. Świadectwo prawdy” – odnoszący się do obrony podstawowych fundamentów chrześcijańskiej wiary, zaważył na przyjęciu przez zwolenników tego nurtu teologicznego terminu „fundamentalistów”, jako obrońców fundamentów wiary.
Roger E. Olson – historyk Kościoła – w swojej pracy z dziedziny historii teologii tak odnosi się do omawianego zagadnienia:

Wspominaliśmy już, że wiele teologicznych określeń i zasad jest nieprecyzyjnie zdefiniowanych, a często też źle stosowanych i nadużywanych. To samo dotyczy fundamentalizmu i fundamentalisty. To, co początkowo było określeniem ruchu teologicznego broniącego protestanckiej ortodoksji przed „kwasem modernizmu” i rozmyciem przez liberalną teologię, stało się obiektem szyderstw i synonimem każdej fanatycznej, wojującej formy religijności. Znawcy tematu dołożyli starań, by wyłuszczyć istotę fundamentalizmu, ponieważ termin ten jest prawie powszechnie niewłaściwie stosowany w środkach masowego przekazu i przez zwykłych ludzi. W niniejszym opracowaniu terminowi temu nadamy znaczenie historyczno-teologiczne. Będziemy też starali się uniknąć wykorzystywania go w sposób charakterystyczny dla dziennikarzy – do przedstawienia i minimalizowania żarliwej i pełnej poświęcenia wiary. Wielu ludzi – chrześcijan i niechrześcijan – to gorliwi, pełni oddania ludzie wierzący w religijne i duchowe prawdy, niebędący bynajmniej chrześcijańskimi fundamentalistami. Prawdziwy fundamentalizm jest szczególną XIX-wieczną postacią protestanckiej ortodoksji, definiowaną głównie na podstawie swej reakcji na liberalne i modernistyczne teologie, o których mowa była w poprzednim rozdziale.

## Poglądy
Podstawowe zasady teologii fundamentalistycznej zostały opracowane podczas Konferencji Biblijnej w Niagara-on-the-Lake w latach 1878-1910 oraz Generalnego Zgromadzenia Kościoła Prezbiteriańskiego i ujęte zostały w pięciu punktach:
- werbalna bezbłędność Biblii
- dziewicze narodzenie i bóstwo Jezusa Chrystusa
- nauka o ekspiacji zastępczej i zbawieniu z łaski
- cielesne zmartwychwstanie Jezusa Chrystusa
- autentyczność cudów i literalny powrót Jezusa Chrystusa

Fundamentaliści zazwyczaj odrzucają teorię źródeł – hipotezę wyższej krytyki biblijnej zakładającą m.in. kilku autorów i długotrwały proces powstawania pięcioksięgu uważając, iż autorstwo pięciu pierwszych ksiąg biblijnych należy przypisywać wyłącznie Mojżeszowi. Ponadto sprzeciwiają się praktykom niektórych Kościołów ewangelicznych angażujących się w działania ekumeniczne z wyznaniami odrzucającymi podstawowe zasady protestantyzmu lub przyjmującymi teologię modernistyczną.
W krajach anglojęzycznych niektórzy fundamentaliści wyznają naukę, iż tylko Biblia króla Jakuba jest natchnionym Słowem Bożym (King James Only); wielu amerykańskich fundamentalistów wspiera chrześcijański rekonstrukcjonizm. Słynny amerykański ewangelista, pastor Billy Graham, wywodzi się z fundamentalistycznego chrześcijaństwa i choć jego poglądy nadal mają wiele wspólnego z tą tradycją teologiczną, opowiada się jednak za współpracą z innymi chrześcijanami. Takie stanowisko określane jest mianem neoewangelikalizmu i stanowi modyfikację fundamentalizmu.

### Kreacjonizm
Opierając się na zasadzie bezbłędności Biblii i zgodnie z dyspensacjonalistyczną hermeneutyką, fundamentaliści uznają kreacjonizm młodej Ziemi oraz uniwersalną geologię potopową, odrzucając kreacjonizm starej ziemi i teistyczny ewolucjonizm. Środowiska fundamentalistyczne czynnie zaangażowane są m.in. w Europie i Stanach Zjednoczonych na rzecz równouprawnienia teorii kreacji i ewolucji.

### Kościół a państwo
Wielu fundamentalistów ma przekonania chrześcijańsko-prawicowe i opowiada się za umożliwieniem modlitw uczniom w szkołach publicznych oraz poszanowaniem praw chrześcijan do publicznego głoszenia ewangelii. Sekularyzacja systemu oświaty skłoniła część fundamentalistów do rozwoju edukacji domowej.

### Nauczanie moralne
Fundamentaliści, jak większość ewangelicznych chrześcijan, wspierają ruch pro-life, sprzeciwiając się aborcji, klonowaniu ludzi,
eutanazji i ESC.
Na podstawie tekstów biblijnych chrześcijanie fundamentalistyczni potępiają kontakty homoseksualne. Wierzą w skuteczność terapii reparatywnej na drodze psychologicznej lub całkowite "wyjście" z homoseksualizmu poprzez modlitwy uzdrowieńcze, których podstawą jest Pismo Święte [list Jakuba 5,15] lub też uważają, że skłonność homoseksualna wynika z odrzucenia Boga [list do Rzymian 1, 21-28]. W kwestiach prawnych opowiadają się za zakazem zawierania małżeństw jednopłciowych. Uznają komplementaryzm – pogląd zgodnie z którym Bóg stworzył i przeznaczył mężczyznę i kobietę do wypełnienia różnych ról w małżeństwie [I Piotra 3,1-7].

### Nieufność do władzy świeckiej
Większość fundamentalistów, pod wpływem teologii dyspensacjonalistycznej, wierzy, że w czasach ostatecznych rządy całego świata zostaną połączone w jeden, którego głową będzie literalny antychryst (tzw. nowy porządek świata). Podczas gdy liberalni protestanci wspierają ruch socjalnej ewangelii, fundamentaliści zazwyczaj opowiadają się za chrześcijańskim rekonstrukcjonizmem i dominionizmem. Chrześcijaństwo fundamentalistyczne sprzeciwia się komunizmowi, wielokulturowości, islamizacji, ONZ i ruchowi ekumenicznemu (w tym Światowej Radzie Kościołów) oraz wszelkim innym prądom dążącym do tworzenia pozornej według nich jedności.

### Czystość chrześcijańska
Niektórzy fundamentaliści, powołując się na normy moralne, sprzeciwiają się m.in. spożywaniu napojów alkoholowych, używaniu tytoniu, uprawianiu hazardu, uczęszczaniu do dyskotek, czy słuchaniu muzyki pop, jako praktykom niezgodnym z wyznawanymi przez nich wartościami. Zazwyczaj opowiadają się za skromnym ubiorem, jako świadectwem chrześcijańskiego usposobienia. Nauczają, że kobiety powinny nosić długie suknie lub spódnice, a mężczyźnie nie wolno mieć długich włosów. Fundamentaliści uważają, iż sprzeciwianie się sekularyzmowi poprzez życie zgodne z biblijnymi standardami jest ochroną przed zepsuciem oraz świadectwem nawrócenia i świętości dla innych ludzi.

## Fundamentalizm katolicki
Fundamentalizm katolicki pojawił się jako konserwatywno-regresywna odpowiedź na wewnątrzkościelne przemiany. Na początku XX w. był reakcją na pojawienie się w Kościele nurtu modernistycznego. Fundamentalizm katolicki w wymiarze społecznym dążył do zdobycia przez Kościół prymatu w społeczeństwie. W wymiarze religijnym cechowała go postawa tradycjonalistyczna, rygoryzm w zachowaniu podstawowej prawdy wiary i moralności. Przejawia się również w łagodniejszej postaci jako tendencja do formułowania przekonań teologicznych wyłącznie na podstawie dosłownie rozumianego przekazu Biblii i jego scholastycznego wykładu. Ze względu na nieostre kryteria trudno jednoznacznie którekolwiek stowarzyszenie katolickie uznać za fundamentalistyczne.

## W Polsce
Do polskich Kościołów protestanckich związanych teologicznie z fundamentalistycznym chrześcijaństwem zaliczyć można między innymi:
- Kościół Wolnych Chrześcijan,
- Stowarzyszenie Zborów Chrześcijan,
- Kościół Ewangelicznych Chrześcijan,
- Biblijny Kościół Baptystyczny,
- Kościół Nowego Przymierza,
- Chrześcijańską Wspólnotę Zielonoświątkową
- Ewangeliczną Wspólnotę Zielonoświątkową

Charakter fundamentalistyczny ma również Konfederacja Ewangelicznych Kościołów Reformowanych w Polsce, zrzeszająca konserwatywnych kalwinów. Konfederacja nie przyjmuje jednak eschatologii dyspensacjonalistycznej.